# Suikerstraat
De Suikerstraat is een straat in de stad Dordrecht, in de Nederlandse provincie Zuid-Holland. Aan de ene kant grenst het aan de Bomkade dan wel Voorstraat, aan de andere kant aan de Boogjes. De straat loopt deels parallel aan de Prinsenstraat.

## Achtergrond

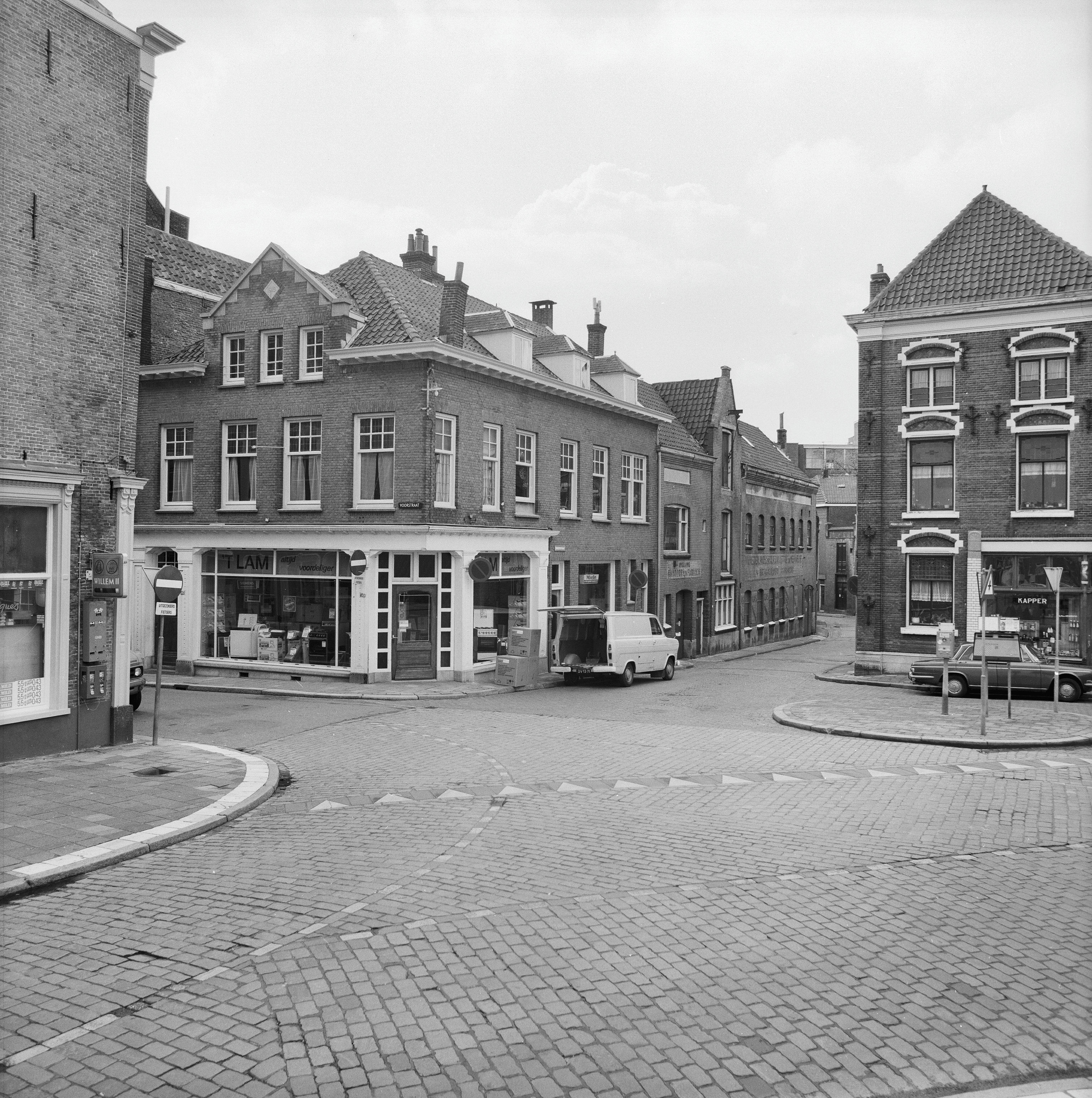
Links de Voorstraat, in het midden de Suikerstraat, rechts de Prinsenstraat, 1979.

De stadsmuur die langs de tegenwoordige Suikerstraat liep, werd in de 17e eeuw aangeduid met 'Lotkens'. De bogen in de stadsmuur dienden in die buurt immers als loodsen. Het woord 'lotkens' kan dan ook worden vertaald als 'loods' of 'loge'. Hierdoor werd de Suikerstraat ook weleens Logestraat genoemd.
Van de reizigers uit Zwijndrecht kreeg de straat ondertussen de naam Swindrechtstraat, omdat ze de stad binnenkwamen via de nabijgelegen Vuilpoort, die gesitueerd was aan de huidige kruising van de Bomkade, Prinsenstraat en Leuvenbrug.
De naam Suikerstraat werd eerst voor de huidige Molenstraat gebruikt. Deze korte straat ligt tussen de Suikerstraat en de Dolhuisstraat. Men neemt aan dat de oudste vermeldingen van de Suikerstraat in feite betrekking hebben op wat nu de Molenstraat is. Dit is aannemelijk, aangezien de tegenwoordige Suikerstraat tot de 17e eeuw deel uitmaakte van de Vest. Toen er in die tijd een nieuwe straat werd aangelegd, werd deze tzukers strate genoemd. Wellicht heette de grondeigenaar Zuker, of Suger, en dus heeft de straatnaam niets te maken met suiker of een suikerraffinaderij.